# Округ Буфало (Небраска)
Округ Буфало (енгл. Buffalo County) је округ у америчкој савезној држави Небраска.

## Демографија
По попису из 2010. године број становника је 46.102, што је 3.843 (9,1%) становника више него 2000. године.
| Група             | 2000.          | 2010.          |
| Белци             | 39.313 (93,0%) | 41.128 (89,2%) |
| Афроамериканци    | 232 (0,5%)     | 383 (0,8%)     |
| Азијати           | 289 (0,7%)     | 596 (1,3%)     |
| Хиспаноамериканци | 1.970 (4,7%)   | 3.432 (7,4%)   |
| Укупно            | 42.259         | 46.102         |